# 圖霍拉森林國家公園
53°26′N 17°18′E / 53.433°N 17.300°E

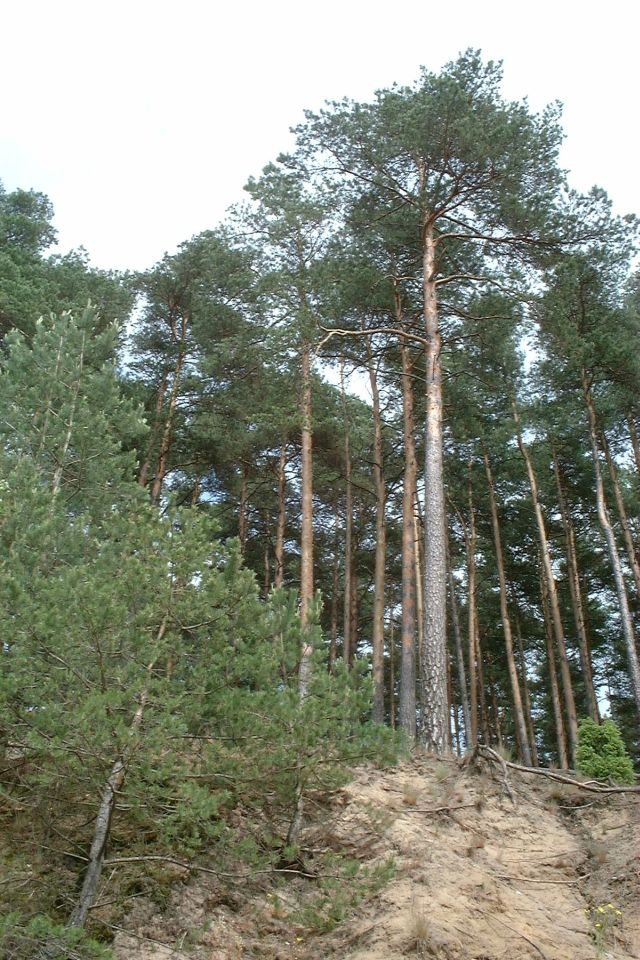

圖霍拉森林國家公園是波蘭的國家公園，位於該國北部，由濱海省負責管轄，始建於1996年7月1日，面積46平方公里，該地區有超過20座湖泊。